# オコタンペ湖

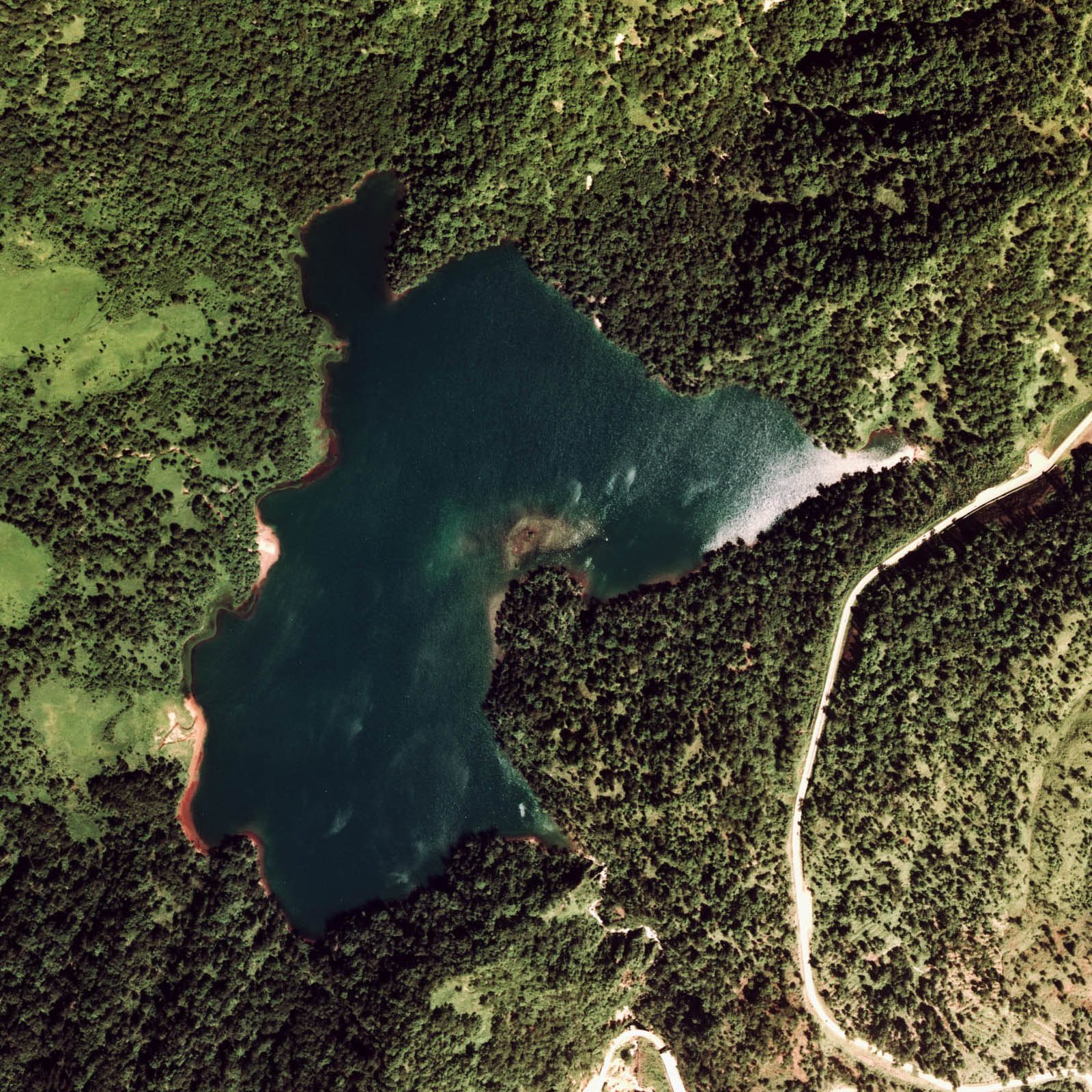
航空写真（1976年）

オコタンペ湖（オコタンペこ）は、北海道千歳市西部にある小さな湖で、支笏湖の北西7kmほどに位置している。

## 概要
支笏洞爺国立公園の特別保護地区内にある恵庭岳の火山噴出物によりできた堰止湖。支笏湖よりも300m高い位置にある。周囲約5km、最大水深20.5mである。西岸には高層湿原があり、貴重な動植物が生息している。また、湖全域が支笏洞爺国立公園の特別指定保護区であり一般の立ち入りは禁止されている。ここから流出し南の支笏湖に注ぐオコタンペ川は、長さ約3.5kmで標高差300m以上を下る急流である。
一帯は北方常緑針葉樹と北方性落葉広葉樹からなる多様な森林群落が、原生的な状態をもって存在する当該地域の天然林に覆われており、オコタンペ湖とその周辺の豊かで貴重な自然環境は、北海道森林管理局により漁岳周辺（いざりだけしゅうへん）森林生態系保護地域に指定され、保護林として管理されている。
オンネトー、東雲湖とともに北海道三大秘湖に数えられている。晴れていれば湖面がコバルトブルーに輝き、秋には紅葉を映し出す。

## データ
- 流入河川：なし
- 流出河川：オコタンペ川

## 名称の由来
アイヌ語で「川下に村がある」を意味する、「オ・コタン・ウン・ペ」に由来。この湖を水源とするオコタンペ川が支笏湖に注ぐ地点には温泉があり、かつてはアイヌがアメマス漁や入浴のために小さな村を営んでいた。

## 交通
国道453号オコタン分岐点から北海道道78号支笏湖線に入り、3kmほど進むと湖面を望む展望台がある。湖への遊歩道は整備されていない。オコタンペ湖周辺は自然公園法で特別保護地区に指定されており、許可を得た場合や緊急の場合を除き、立ち入りが禁止されている。
オコタンペ湖展望台から美笛へ繋がる道路は閉鎖されていて通行不可となっている（そのうち同展望台より約6キロ先の地点から美笛キャンプ場付近までの約5キロ区間は20年以上通行止めである）。
2014年9月の集中豪雨による土砂崩れのため、アクセス道路である道道78号が長期にわたって通行止めとなっていたが、国道453号から展望台までの区間については2017年5月に復旧工事が終わり、通行できるようになった。
2020年6月から、法面崩落のため国道453号オコタン分岐点から先が通行止めとなっている。